# ماکسیمیلیان ووبر
ماکسیمیلیان ووبر (آلمانی: Maximilian Wöber؛ زادهٔ ۴ فوریهٔ ۱۹۹۸) بازیکن فوتبال اهل اتریش است.

## باشگاهی
از باشگاه‌هایی که در آن بازی کرده‌است می‌توان به راپید وین، آژاکس، سویا و ردبول زالتسبورگ اشاره کرد.

## تیم ملی
وی همچنین در تیم ملی فوتبال اتریش بازی کرده‌است.